# وئام الصعيدي
وئام الصعيدي (28 نوفمبر 1937 - ) مخرج ومنتج ومؤلف وممثل لبناني .

## عن حياته
ولد عام 1937 بمدينة صور، درس السينما والاخراج في القاهرة، بدأ حياته العملية عام 1952 كمساعد مخرج، وقام بتأليف فيلم (العسل المر) عام 1964 وكذلك المشاركة في إخراجه، إلى أن قام بإخراج أول أعماله منفرداً وهو فيلم (الشريدان) عام 1965، شارك في العديد من الأعمال داخل لبنان وخارجها، من أبرزها (الردار، الزوجة المفقودة، المرمورة)، يعد من أوائل مؤسسي دبلجة أفلام الكارتون باللغة العربية في المشرق العربي، مثل (غرندايزر، ساندي بيل، ريمي).

## روابط خارجية
- وئام الصعيدي على موقع قاعدة بيانات الأفلام العربية